# Anniken Huitfeldt
Anniken Scharning Huitfeldt, née le 29 novembre 1969 à Bærum, est une historienne et femme politique norvégienne, membre du Parti travailliste.

## Biographie
Fille du procureur Iver Huitfeldt (1943–) et de Sidsel Scharning (1940-1990), elle est la nièce de l'homme politique Fritz Huitfeldt et la petite-fille du juge Otte Huitfeldt. Anniken Huitfeldt grandit dans la petite ville de Jessheim.
Elle étudie l'histoire, les sciences politiques à l'université d'Oslo, dont elle est diplômée en 1996. Elle milite pendant sa vie étudiante, au sein notamment de la Ligue des jeunes travaillistes. En 2000-2001, elle est vice-présidente de l'Union internationale de la jeunesse socialiste.
Anniken Huitfeldt est élue députée suppléante au Storting (Parlement de la Norvège) en 1993 et 2001. Elle entre au conseil du parti travailliste et travaille comme chercheuse à la fondation Fafo (en) de 2000 à 2005.
Anniken Huitfeldt est élue députée au Storting, le parlement de Norvège, en 2005, puis est réélue en 2009 et 2013.
Le 29 février 2008, elle est nommée ministre de l'Enfance et de l'Égalité dans le gouvernement Stoltenberg II. En octobre 2009, elle devient ministre de la Culture. De septembre 2012 à octobre 2013, elle est ministre du Travail et de l'Insertion sociale. Durant ses fonctions ministérielles, son siège au parlement a été occupé par les députés Gorm Kjernli (en) (2008 à 2009) et Sont Helseth (2009 à 2013). De 2021 à 2023, elle est ministre des Affaires étrangères dans le gouvernement Støre.